# 王萊
王萊（1927年2月12日—2016年9月28日），原名王德蘭，香港資深電影演員。

## 簡介
初演話劇為主，1951年投身影壇，首部作品為上海大同公司出品的《神龕記》，但遭禁映。
1952年到香港定居發展，先後於永華、亞洲、新華、電懋、國泰、邵氏、台灣中影等電影公司參演超過一百部作品，佳作如雲。王萊演技精湛，固有「千面女星」的美譽，在她長達半個世紀的演藝生涯中，曾四次奪得台灣金馬獎最佳女配角獎，包括《人之初》、《小葫蘆》、《海峽兩岸》及《推手》。
1992年，王氏因健康理由息影，後來定居於加拿大。
2003年，她來台參加第四十屆金馬獎，與凌波共同頒發「最佳原創電影歌曲」、「最佳原創電影音樂」獎項。

## 獎項紀錄
| 年份   | 頒獎典禮     | 獎項         | 作品名稱     | 結果                |
| ------ | ------------ | ------------ | ------------ | ------------------- |
| 1965年 | 第3屆金馬獎  | 最佳女配角獎 | 《人之初》   | 獲獎                |
| 1981年 | 第18屆金馬獎 | 最佳女配角獎 | 《小葫蘆》   | 獲獎                |
| 1988年 | 第25屆金馬獎 | 最佳女配角獎 | 《海峽兩岸》 | 獲獎                |
| 1991年 | 第28屆金馬獎 | 最佳女配角獎 | 《推手》     | 獲獎 (與潘迪华並列) |